# Ордени Франції

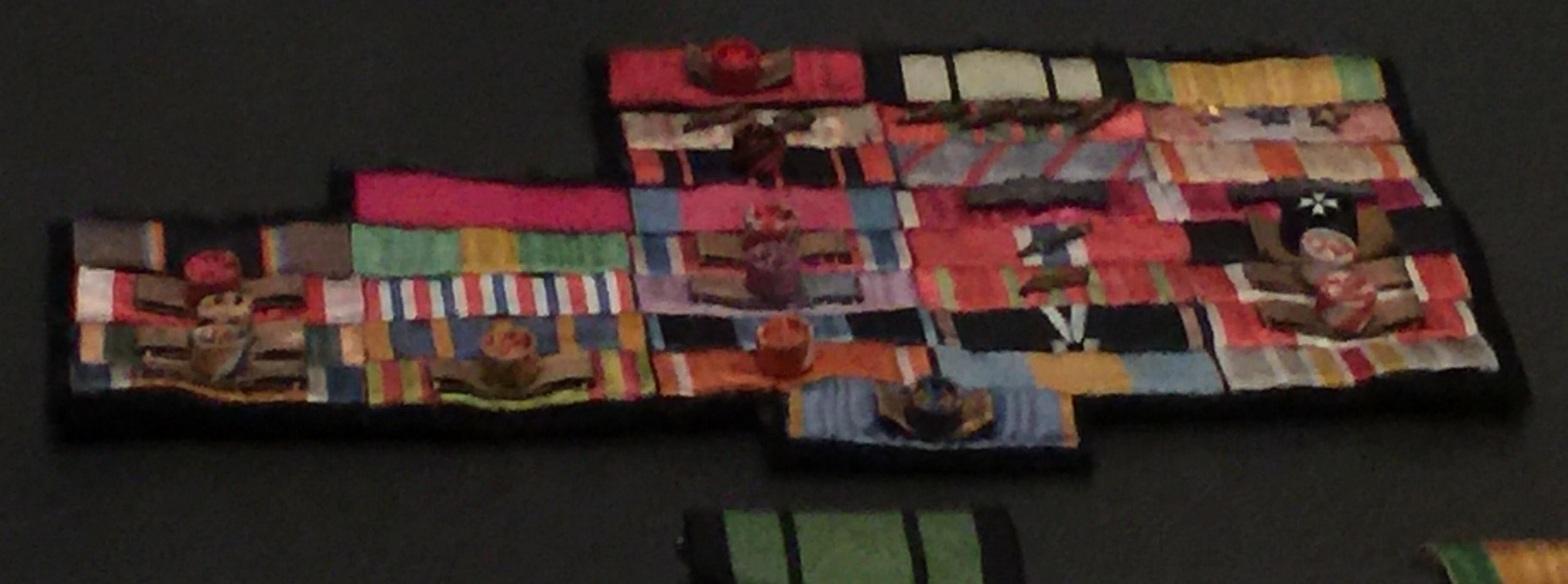
Нагороди Франції

Ордени та медалі Франції становлять систему відзнак, за якою французькі громадяни, цивільні особи та солдати отримують нагороду за їхню мужність, їхні здобутки або за заслуги. Система нагород включає почесні ордени, відзнаки цивільні або військові, та медалі.
Велика канцелярія поділяє систему відзнак Франції на дві категорії: відзнаки, що вручаються від імені Президента Республіки, і відзнаки міністерств і департаментів. Нагороди, які вручаються від імені президента, включають Орден Почесного легіону, Орден Визволення, Військову медаль, Національний орден За заслуги та Національну медаль Відзнаки жертв тероризму. До відомчих відзнак відносяться військові нагороди, ордени і нагороди міністрів за виявлені прояви хоробрості, інші звершення, а також почесні та пам'ятні медалі.

## Національні Ордени
| Орден Почесного Легіону (1802) | Орден Визволення (1940) | Орден «За заслуги» (1963) |
| ------------------------------ | ----------------------- | ------------------------- |
|                                |                         |                           |
|                                |                         |                           |

## Ордени Міністерств
| Орден Академічних Пальм (1808) | Орден Сільськогосподарських Заслуг (1883) | Орден Морських Заслуг (1930) | Орден Мистецтв і Літератури (1957) |
| ------------------------------ | ----------------------------------------- | ---------------------------- | ---------------------------------- |
|                                |                                           |                              |                                    |
|                                |                                           |                              |                                    |

## Територіальні Ордени
| Орден Таїті Нуї (1996) |
| ---------------------- |
|                        |
|                        |

Колишні колоніальні ордени
| Королівський Орден Камбоджі 1864-1950 | Орден Зірки Анжуану 1874-1963 | Орден Дракону Аннаму 1886-1950 | Орден Нішана Ель-Ануара 1887-1963 |
| ------------------------------------- | ----------------------------- | ------------------------------ | --------------------------------- |
|                                       |                               |                                |                                   |
|                                       |                               |                                |                                   |

| Орден Чорної Зірки 1889-1963 | Орден За заслуги Індокитаю 1900-1950 | Орден «За заслуги Сахари» 1958-1962 | Колоніальна медаль (1893) | Орден Нічана Іфтіхара (1837) |
| ---------------------------- | ------------------------------------ | ----------------------------------- | ------------------------- | ---------------------------- |
|                              |                                      |                                     |                           |                              |
|                              |                                      |                                     |                           |                              |

## Військові нагороди
| Військова медаль (1852) | Військовий хрест закордонних театрів військових дій (1921) | Хрест за Військову Доблесть (1956) | Медаль За військове поранення (1916) | Хрест Добровольця (1981) | Хрест Ветерана (1930) |
| ----------------------- | ---------------------------------------------------------- | ---------------------------------- | ------------------------------------ | ------------------------ | --------------------- |
| centré                  |                                                            |                                    |                                      |                          |                       |
|                         |                                                            |                                    |                                      |                          |                       |

| Медаль Заморських Територій (1962) | Медаль Національної Жардармерії (1949) | Медаль Пошани Медичної служби армії (1962) | Медаль Національної Оборони (1982) | Медаль резервістів добровольців оборони та внутрішньої безпеки (2019) | Медаль Національної Вдячності (2002) |
| ---------------------------------- | -------------------------------------- | ------------------------------------------ | ---------------------------------- | --------------------------------------------------------------------- | ------------------------------------ |
|                                    |                                        | centré                                     |                                    |                                                                       |                                      |
|                                    |                                        |                                            |                                    |                                                                       |                                      |

Військові і цивільні нагороди
| Медаль Пошани за Мужність і Самовідданість (1820) | Медаль Повітроплавання (1945) | Медаль Вітчизняної Безпеки (2012) | Національна медаль Вдячності жертвам тероризму (2016) | Медаль Пошани за закордонні здобутки (2022) |
| ------------------------------------------------- | ----------------------------- | --------------------------------- | ----------------------------------------------------- | ------------------------------------------- |
|                                                   |                               |                                   |                                                       |                                             |
|                                                   |                               |                                   |                                                       |                                             |

## Протокольна послідовність нагород
Протокольна послідовність нагород у Франції - перелік офіційних французьких нагород, та в якій черговості їх треба носити, станом на 15 липня 2010 року, підписаний генералом Жаном-Луї Жоржеліном, Великим канцлером Національного ордена Почесного легіону:
| Стрічка | Нагорода                                                       |
| ------- | -------------------------------------------------------------- |
|         | Національний Орден Почесного Легіону                           |
|         | Орден Визволення                                               |
|         | Військова медаль                                               |
|         | Національний Орден «За заслуги»                                |
|         | Національна медаль Вдячності жертвам тероризму                 |
|         | Бойовий Хрест 1914—1918                                        |
|         | Бойовий Хрест 1939—1945                                        |
|         | Військовий хрест закордонних театрів військових дій            |
|         | Хрест за Військову Доблесть                                    |
|         | Медаль Національної Жандармерії                                |
|         | Медаль «За військове поранення»                                |
|         | Медаль Опору                                                   |
|         | Орден Академічних Пальм                                        |
|         | Орден Сільськогосподарських Заслуг                             |
|         | Орден Морських Заслуг                                          |
|         | Орден Мистецтв і Літератури                                    |
|         | Медаль за втечу з полону                                       |
|         | Хрест Добровольців 1914-1918                                   |
|         | Хрест Добровольців 1939-1945 Хрест Волонтерів                  |
|         | Хрест Добровольців Спротиву                                    |
|         | Медаль Повітроплавання                                         |
|         | Хрест Ветеранів                                                |
|         | Медаль Французького визнання                                   |
|         | Медаль Заморських територій                                    |
|         | Золота Медаль Національної оборони                             |
|         | Медаль Національної оборони                                    |
|         | Медаль резервістів добровольців оборони та внутрішньої безпеки |
|         | Медаль Пошани за Мужність і Самовідданість                     |
|         | Почесні медалі, що належать різним відомствам                  |
|         | Медаль Північної Африки (1997)                                 |
|         | Медаль Національного Визнання (2002)                           |
|         | Французька пам'ятна медаль                                     |
|         | Медаль за військову охорону території                          |

## Королівські Ордени
| Ordre de l'Étoile | Орден Святого Михайла | Орден Святого Духа | Орден Богоматері з гори Кармель |
| ----------------- | --------------------- | ------------------ | ------------------------------- |
|                   |                       |                    |                                 |
| centré            |                       |                    |                                 |

| Орден Святого Лазаря Єрусалимського | Королівський Орден Святого Луї | Орден Військових заслуг |
| ----------------------------------- | ------------------------------ | ----------------------- |
|                                     |                                |                         |
|                                     |                                |                         |